# 焦覲祖
焦觐祖（？—1644年），字子光，號葵愫，河南南阳府泌阳县人。明朝政治人物。

## 生平
天啓元年（1621年）辛酉科河南鄉試舉人，天啓二年（1622年）壬戌科進士。刑部观政，六年授汝宁府教授，本年升国子监博士，七年升户部陕西司主事，管下粮所，崇祯二年山东监兑，四年升贵州司员外，五年升广东司郎中，七年升山东参议，八年官浙江温处道副使。崇祯末年，殉难死。

## 家族
四世祖焦芳，吏部尚书。祖焦希程，按察使。父焦应占，邑庠生；母李氏，年十八孀居，寿六十三，奉诏建坊，以子觐祖贵，累封恭人。